# جیم کلر (مهندس)
جیم کلر (متولد 1958/1959) یک مهندس ریزپردازنده است که بیشتر به خاطر کار در ای‌ام‌دی و اپل شناخته می‌شود. وی معمار اصلی ریزمعماری ای‌ام‌دی کا۸ (از جمله اتلون ۶۴ اصلی) بود و در طراحی اتلون (کا۷) و پردازنده‌های اپل ای۴/ای۵ نقش داشت. وی همچنین همنویس مشخصات مجموعه دستورات x86-64 و میان‌هابند فراترابری بود. وی از سال ۲۰۱۲ تا ۲۰۱۵ به ای‌ام‌دی بازگشت تا در ریز معماری ای‌ام‌دی کا-۱۲ و ذن کارکند.

## تحصیلات
وی دارای مدرک کارشناسی مهندسی برق از دانشگاه ایالتی پنسیلوانیا است.